# Gamla Enskede
Gamla Enskede est un quartier du district de Enskede-Årsta-Vantör à Stockholm en Suède.

## Description
Gamla Enskede a été créée en 1904 pour fournir des logements aux travailleurs et s'étend une superficie de 2,96 kilomètres carrés. 
Le type architectural connu sous le nom de « villa Enskede », avec des toits pointus sur des maisons en bois, est né à Gamla Enskede. 
Les rues sont construites pour ressembler à une ville-jardin «typiquement anglaise», c'est pourquoi aucune rue n'est complètement droite, mais plutôt tortueuse et courbée
En plus de ses zones d'habitation, le quartier comprend le cimetière boisé de Stockholm et le plus petit cimetière de Sandsborg (sv).
Gamla Enskede est voisin des quartiers: Johanneshov, Hammarbyhöjden, Kärrtorp, Enskededalen, Skarpnäcks gård, Gubbängen, Tallkrogen, Svedmyra, Stureby, Enskedefältet et Enskede gård.

## Transports
Le quartier compte aujourd'hui les stations Sandsborg et Skogskyrkogården du métro de Stockholm. 
Sandsborg était une taverne et une auberge de 1782 situées sur Gamla Dalarövägen mais démolie en 1957.

## Inventaire des bâtiments
Entre 2004 et 2007, le Musée municipal de Stockholm a inventorié tous les bâtiments du quartier construits avant 1990. Les bâtiments les plus précieux ont reçu une étiquette bleue, ce qui signifie la protection la plus forte et que le bâtiment est considéré comme ayant « des valeurs culturelles et historiques extrêmement élevées ». Lors de l'inventaire, neuf établissements ont reçu le label bleu. Un grand nombre d'installations ont reçu un label vert, la deuxième valeur la plus élevée, ce qui signifie que le bâtiment est particulièrement précieux dans un certain sens.
Les bâtiments suivants ont reçu un label bleu :
| Image | Nom                   | Constructeur | Architecte                      | Adresse              | Réf.  |
| ----- | --------------------- | ------------ | ------------------------------- | -------------------- | ----- |
|       | Gamla Enskedes radhus | 1908-1909    | Victor Bodin                    | Margaretavägen 15-49 | [ 2 ] |
|       | Gamla Enskedes radhus | 1908-1909    | Victor Bodin                    | Margaretavägen 18-54 | [ 3 ] |
|       | Villa                 | 1909         | Karl Güettler                   | Solvägen 12          | [ 4 ] |
|       | Enskede kyrka         | 1915         | Carl Bergsten                   | Kyrklunden           |       |
|       | Villa                 | 1909         | C A Danielsson                  | Margaretavägen 60    | [ 5 ] |
|       | Slåttern 5            | 1912         | Gustaf Larson                   | Stockholmsvägen 48   | [ 6 ] |
|       | Framtiden 1           | 1915         | Cyrillus Johansson              | Nynäsvägen 307-315   | [ 7 ] |
|       | Sandsborgskyrkogården | 1895         |                                 |                      |       |
|       | Skogskyrkogården      | 1920-1940    | Gunnar Asplund Sigurd Lewerentz | Sockenvägen 492      |       |

## Galerie

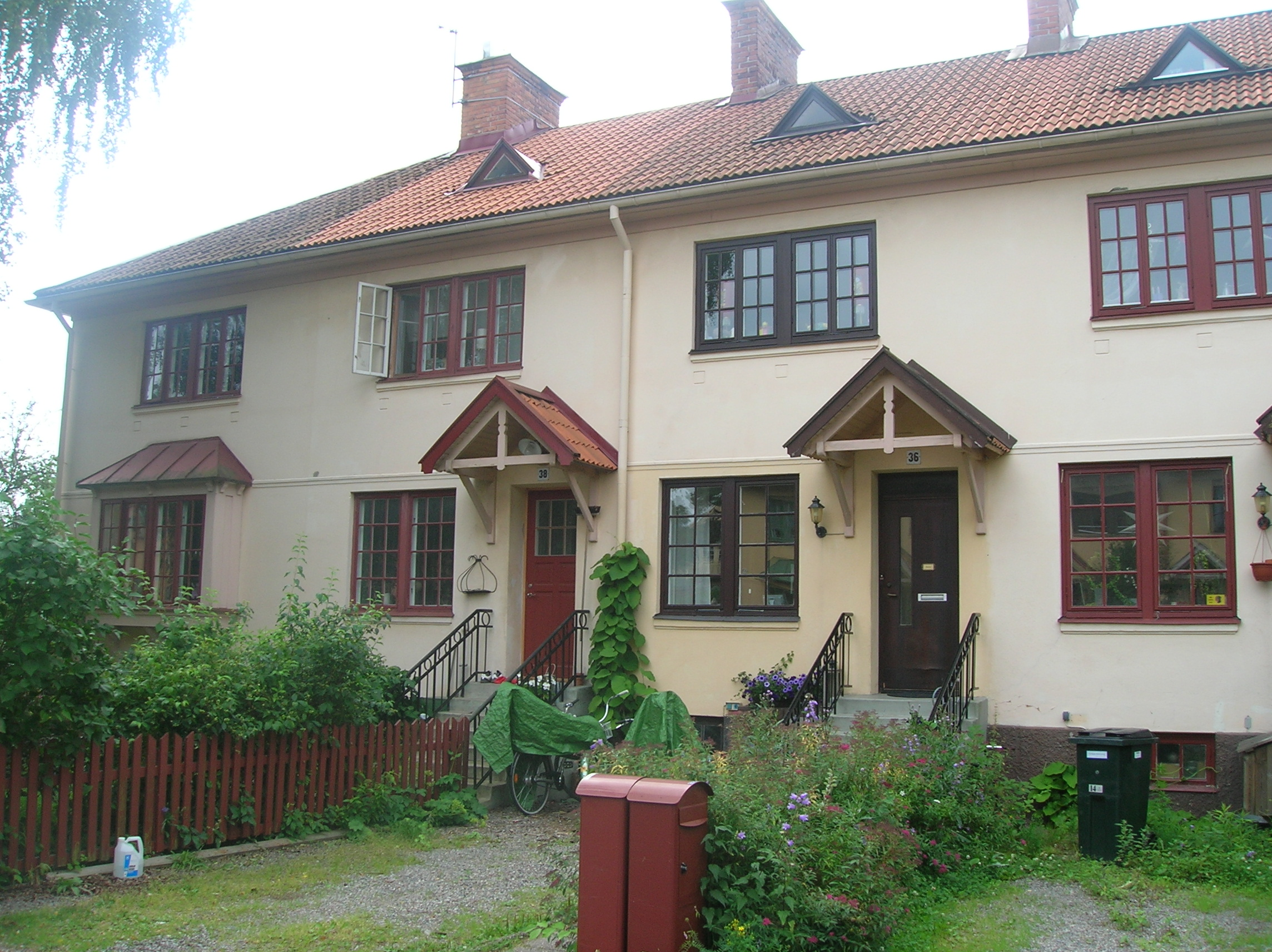
Type I, Margaretavägen 36-38, 1909;
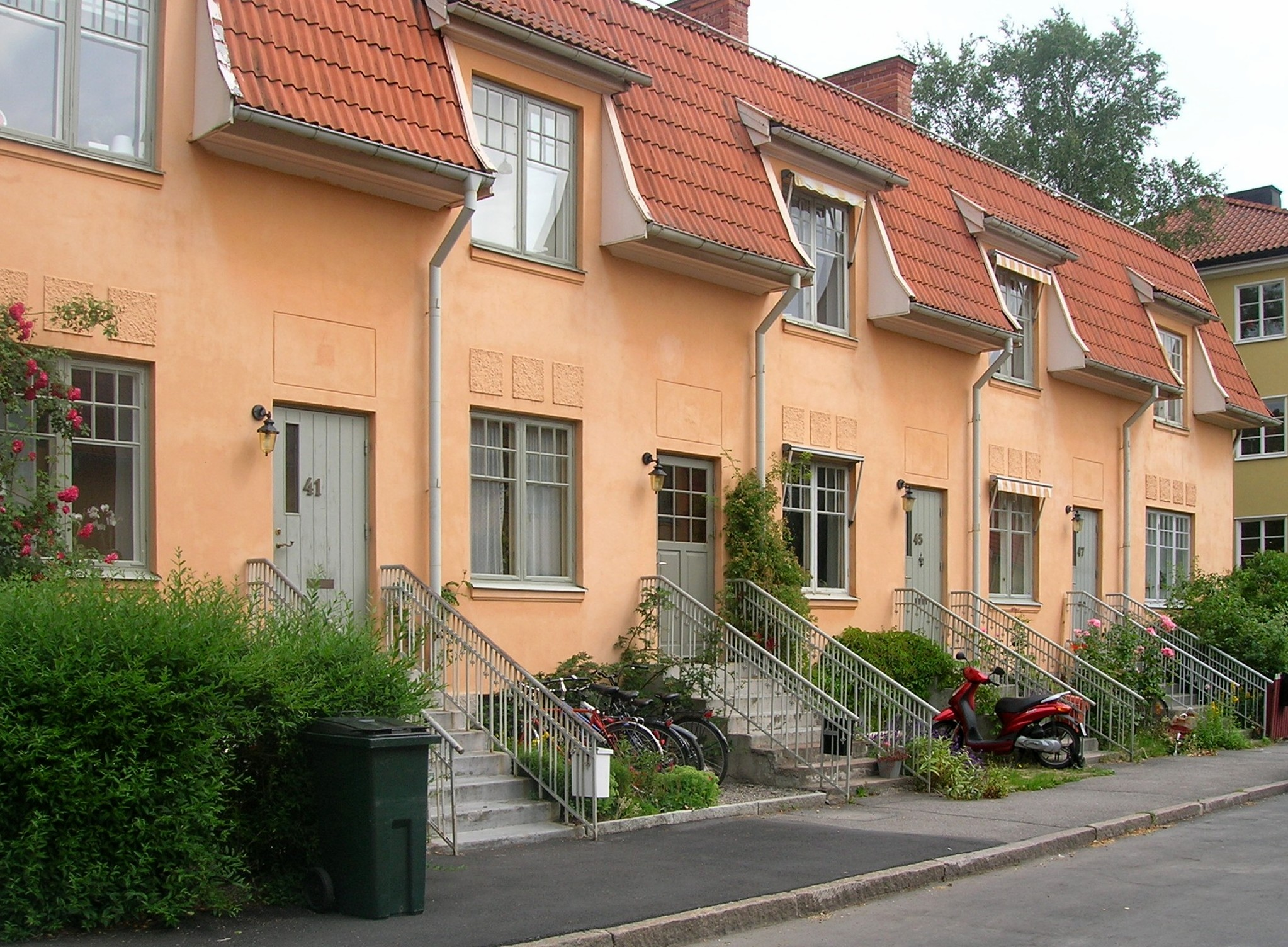
Type I, Margaretavägen 41-47.
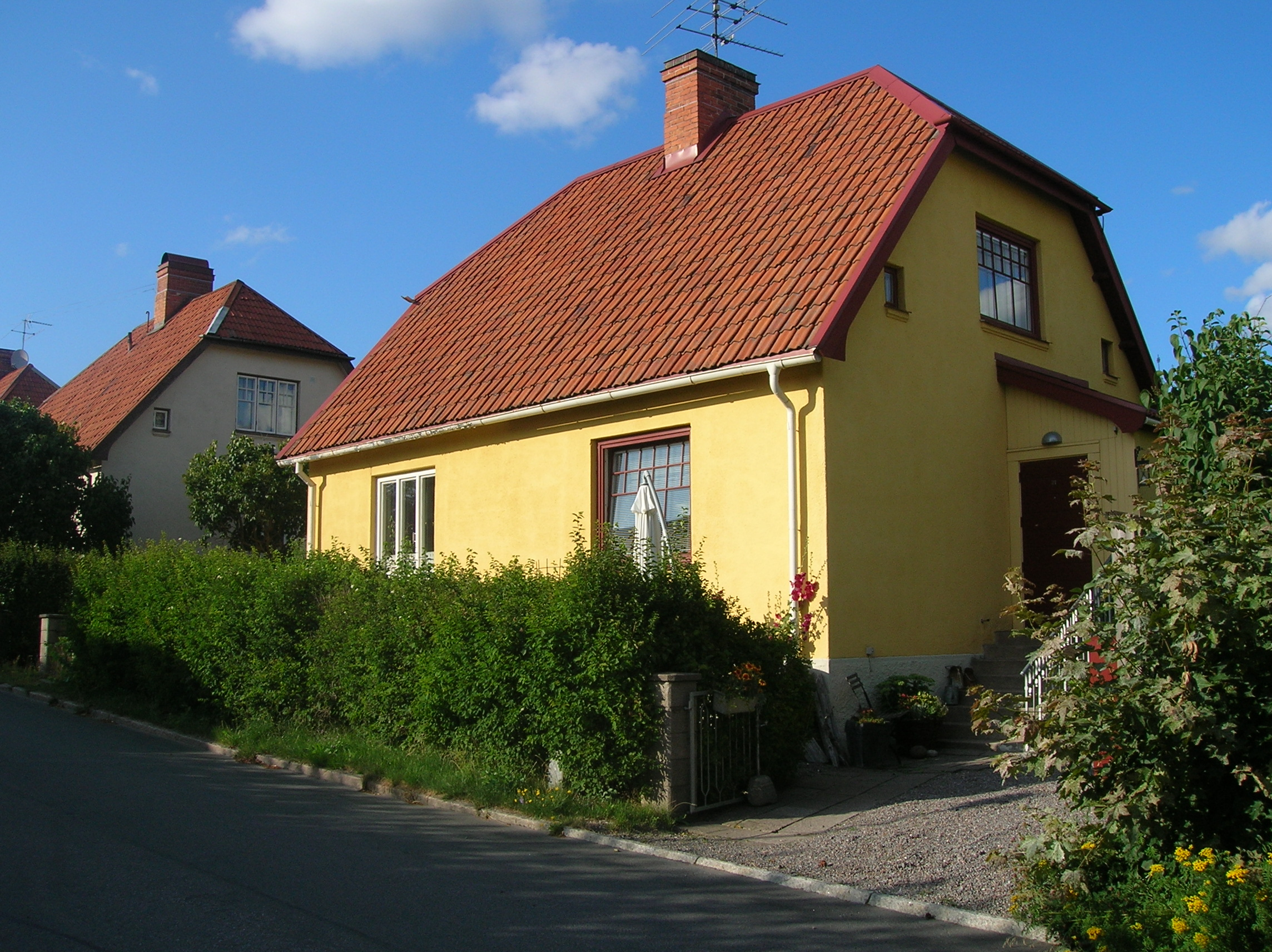
Type II, Backvägen 19-21, 1909, arkitecte Victor Bodin.
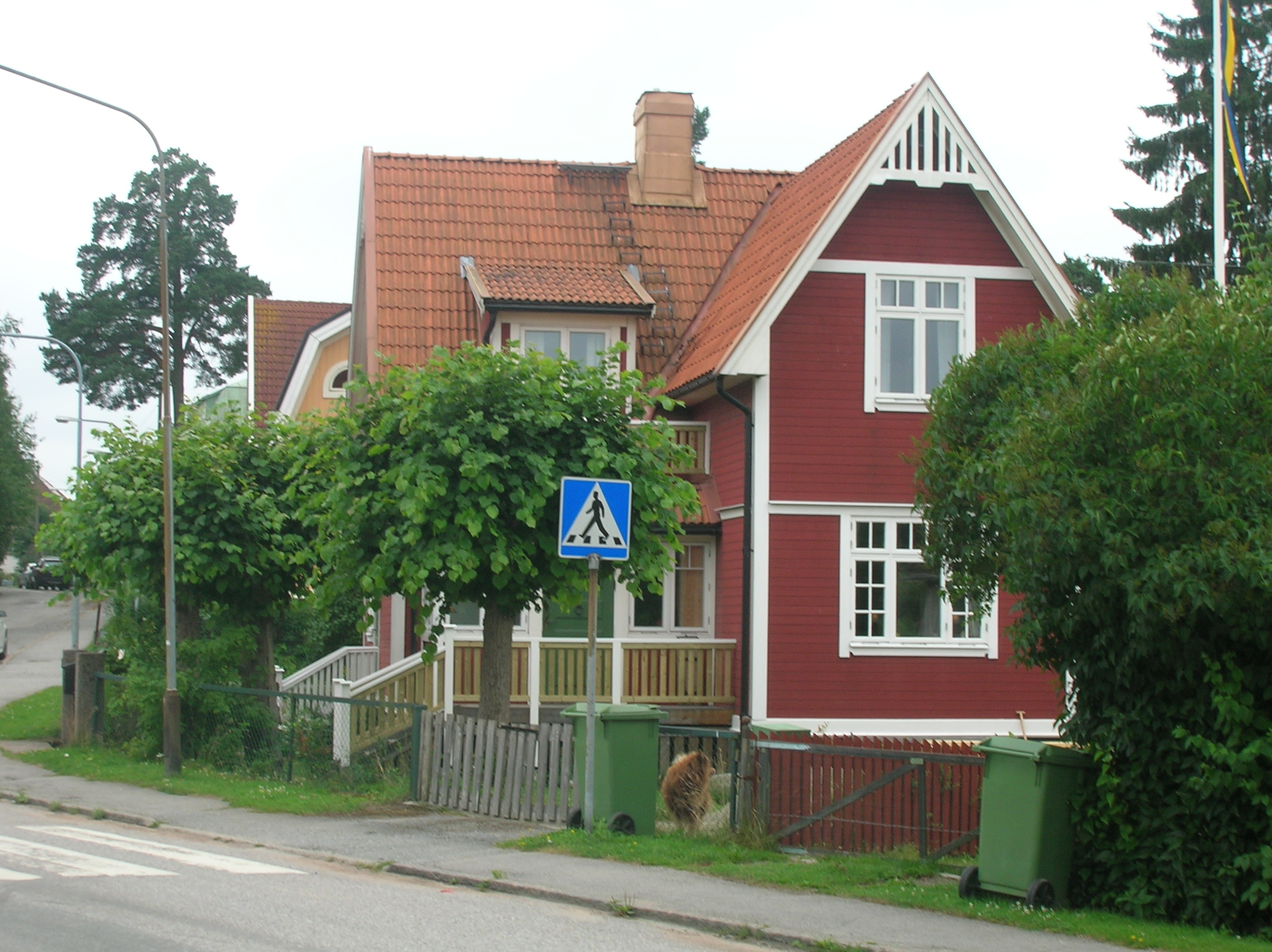
Type IV, Kolonivägen 6, 1910.

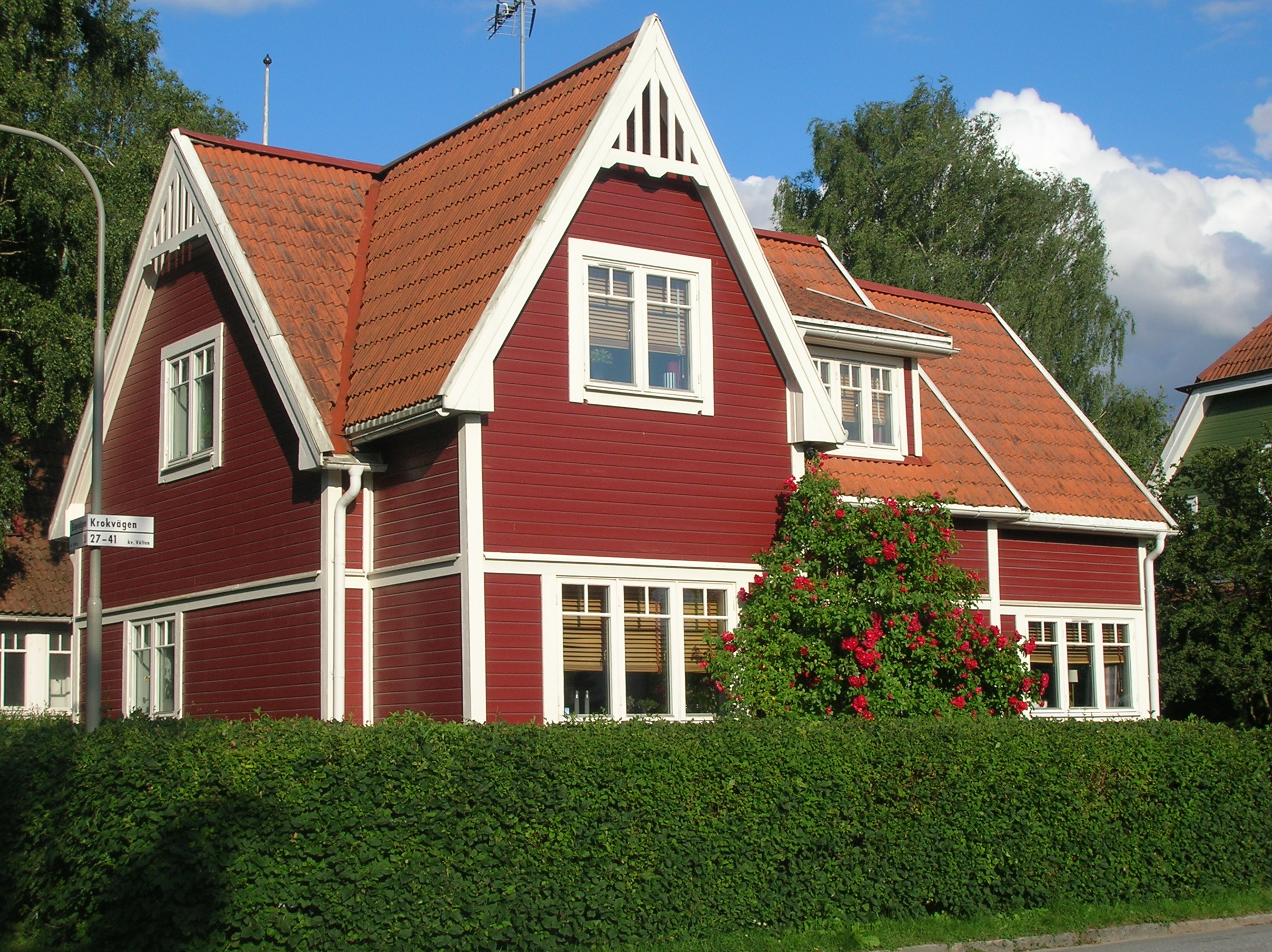
Type IV, Krokvägen 27, 1910.
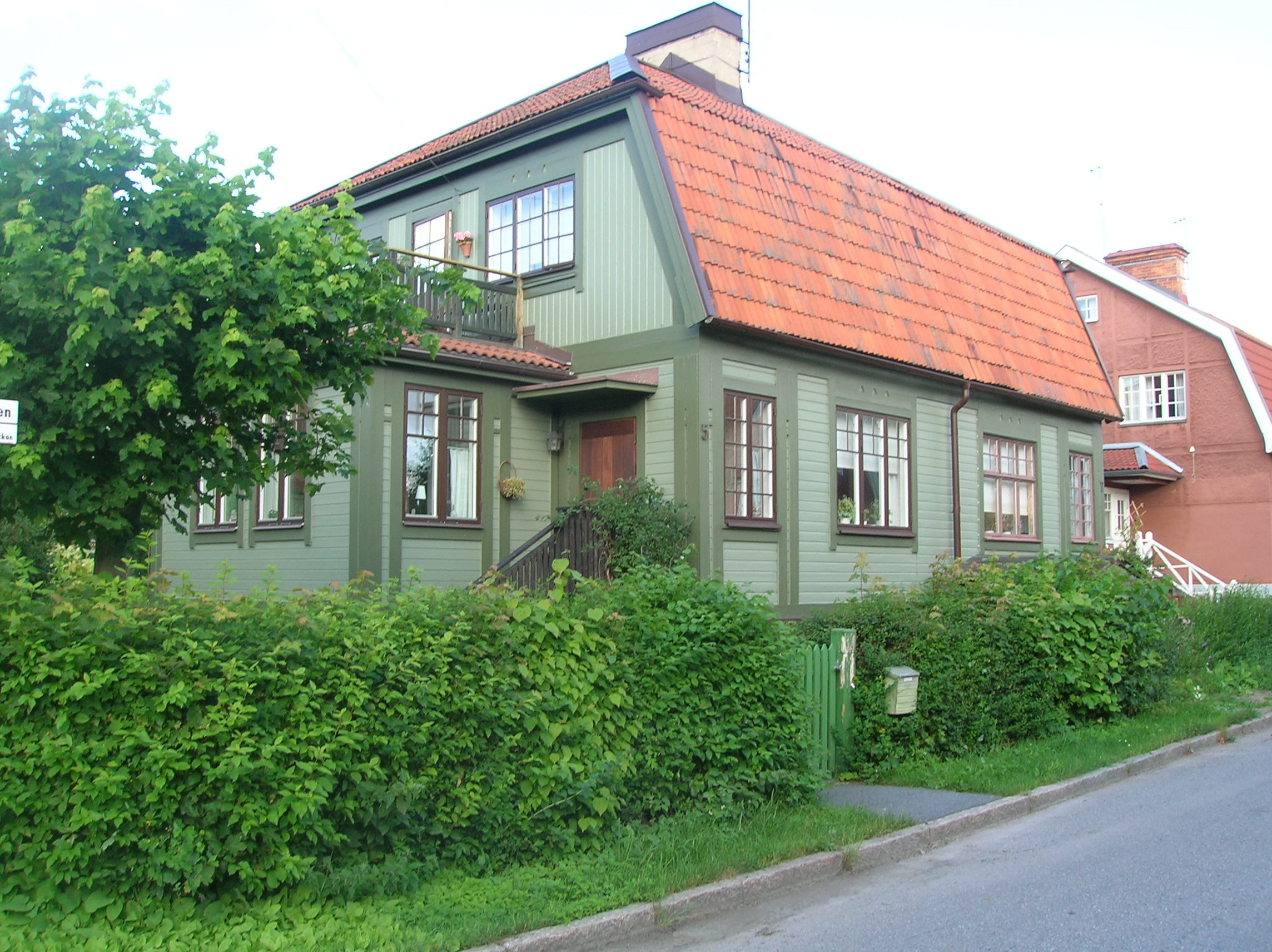
Type V, Ängsvägen 5-7.
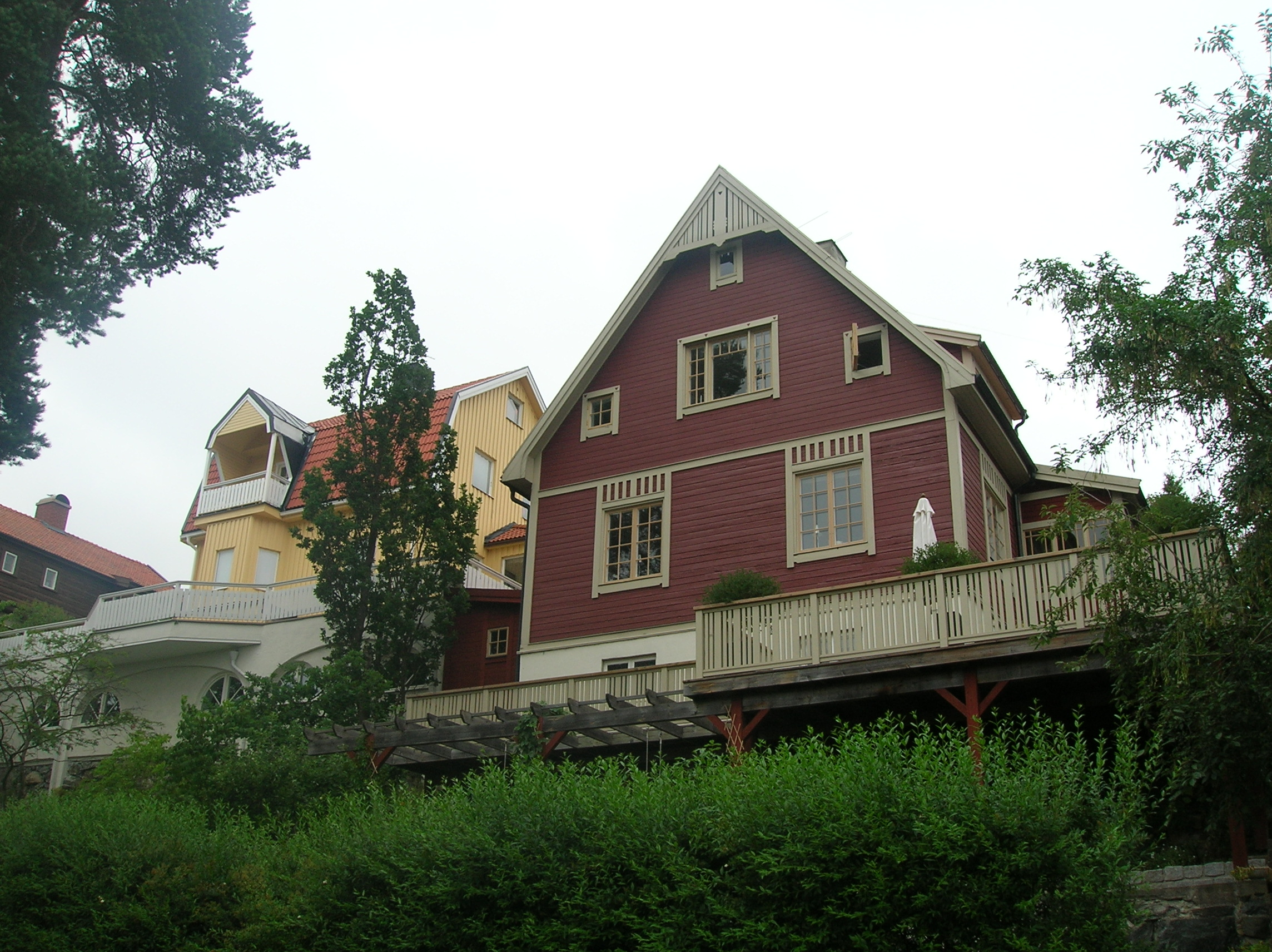
Type X, Bergkantsvägen 11, 1910.
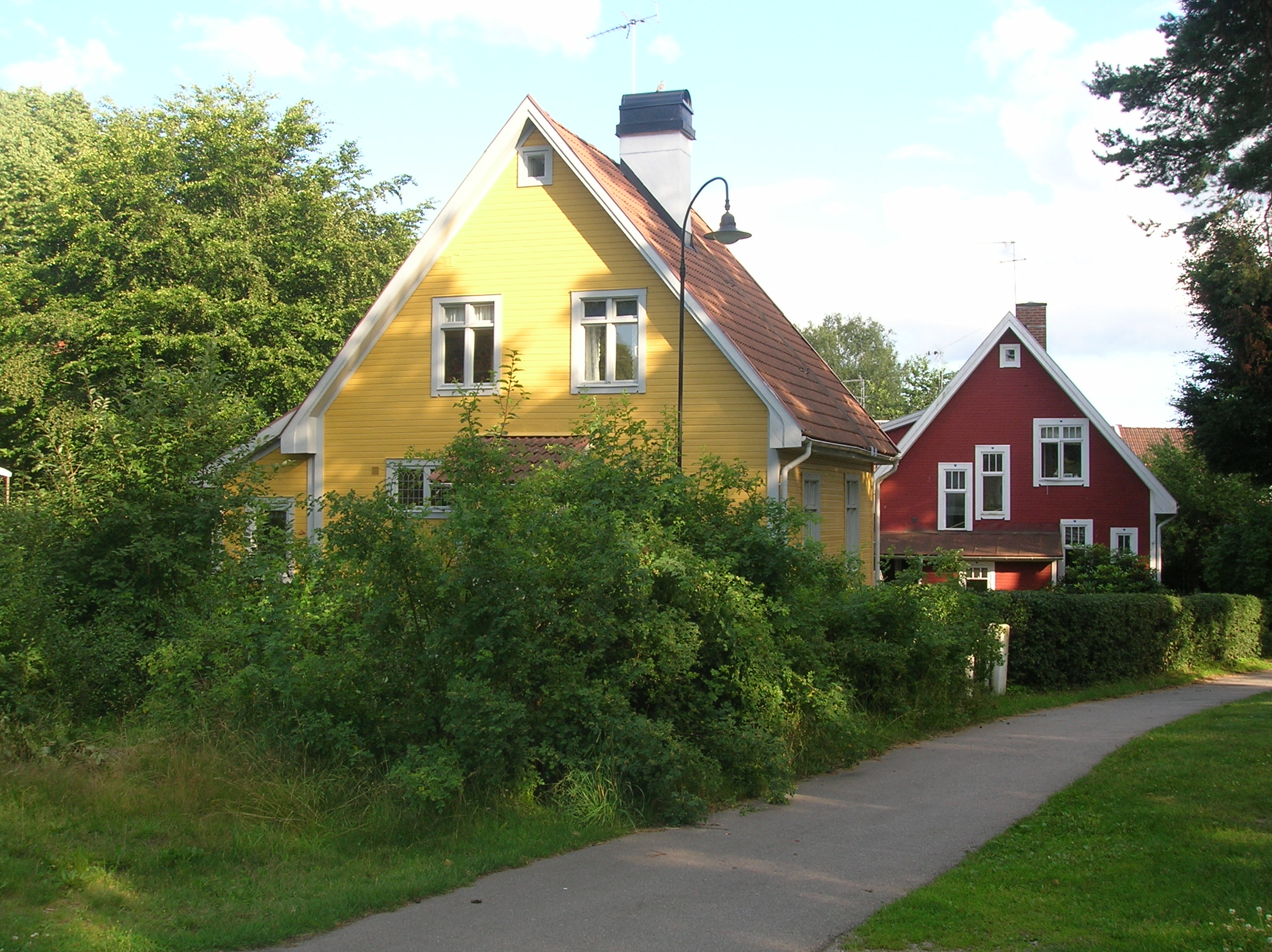
Type X, Mittelvägen 10-12, 1910.

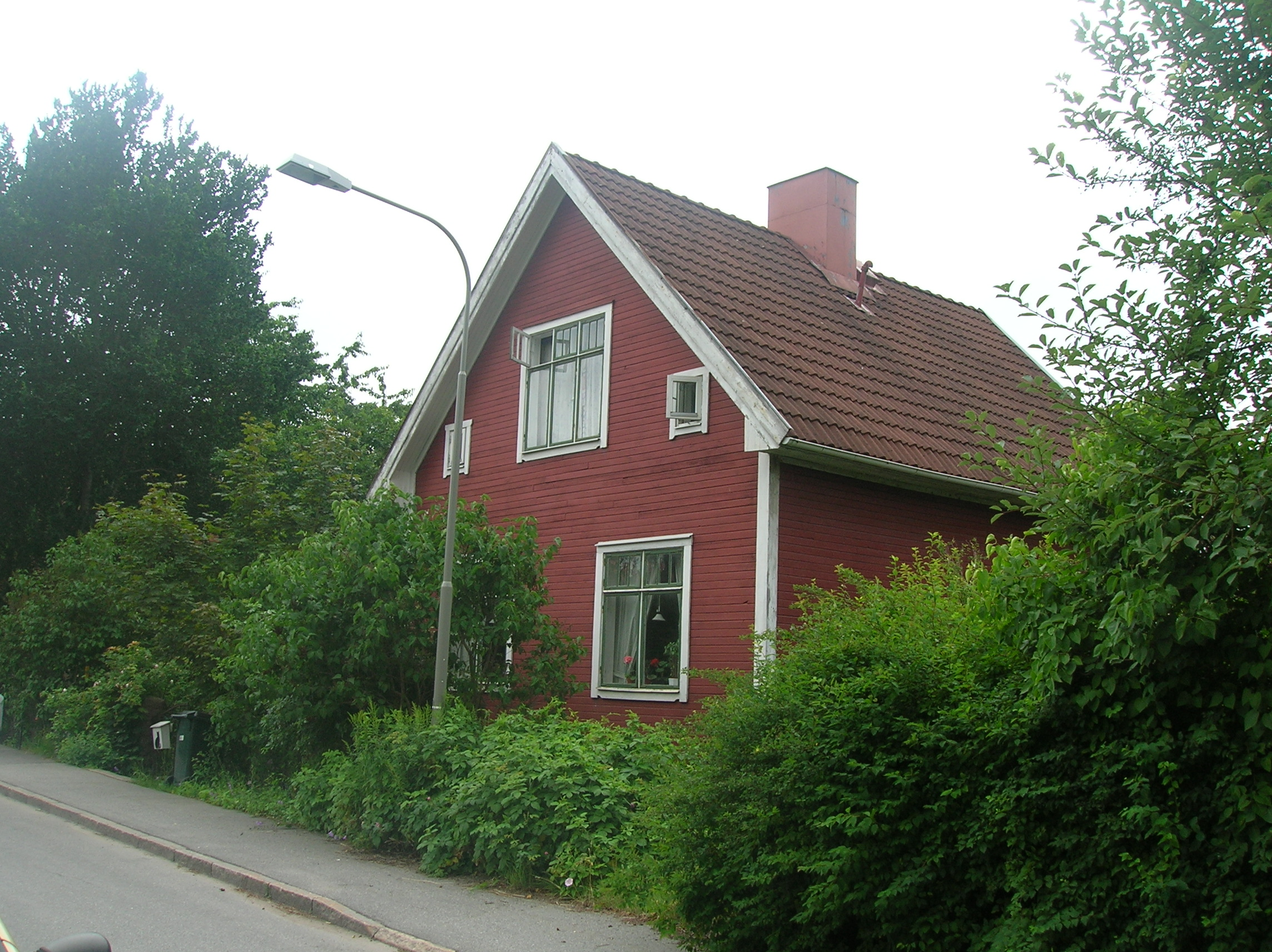
Type X, Solvägen 18, 1910.
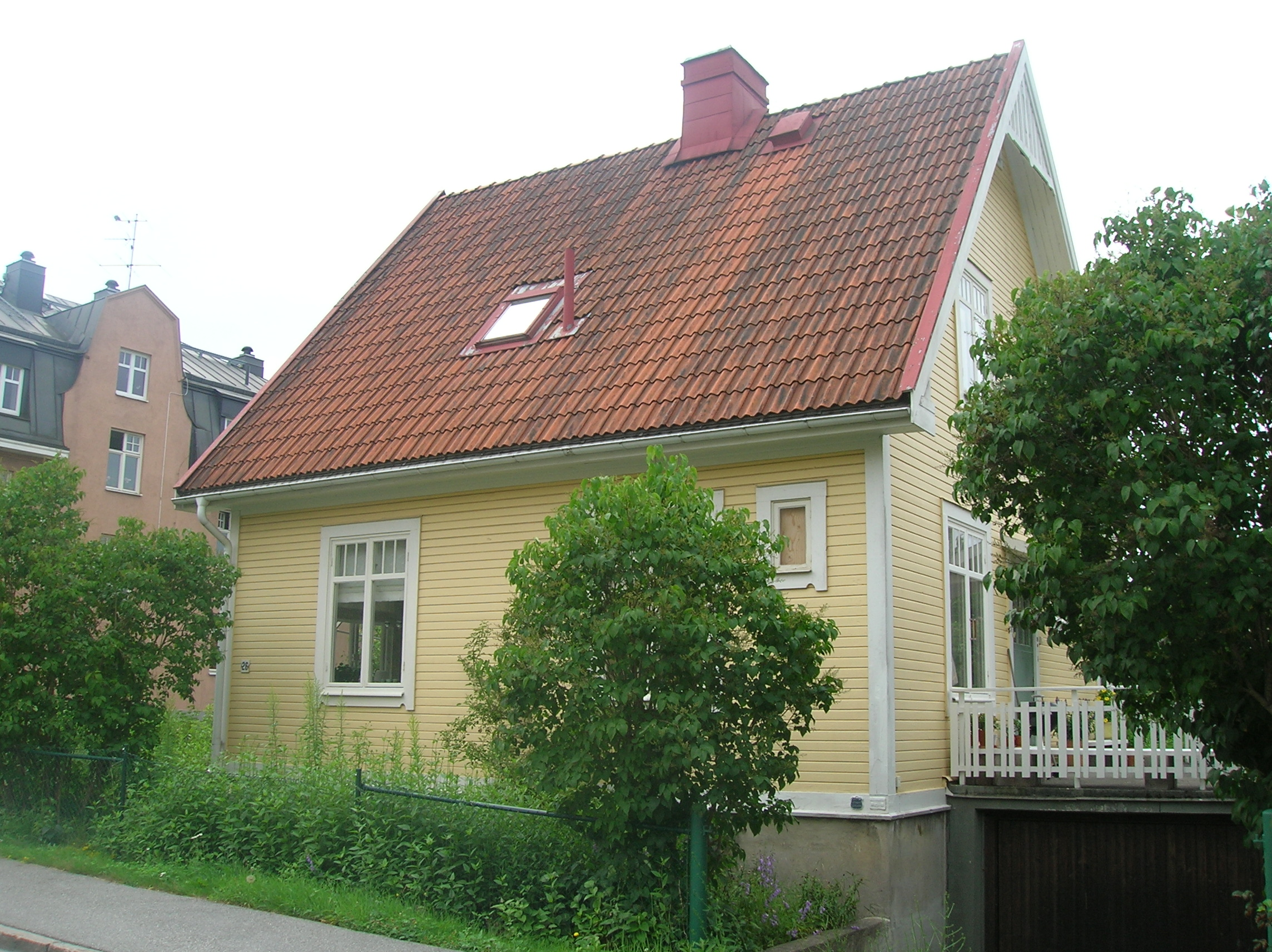
Type X, Solvägen 26, 1909.
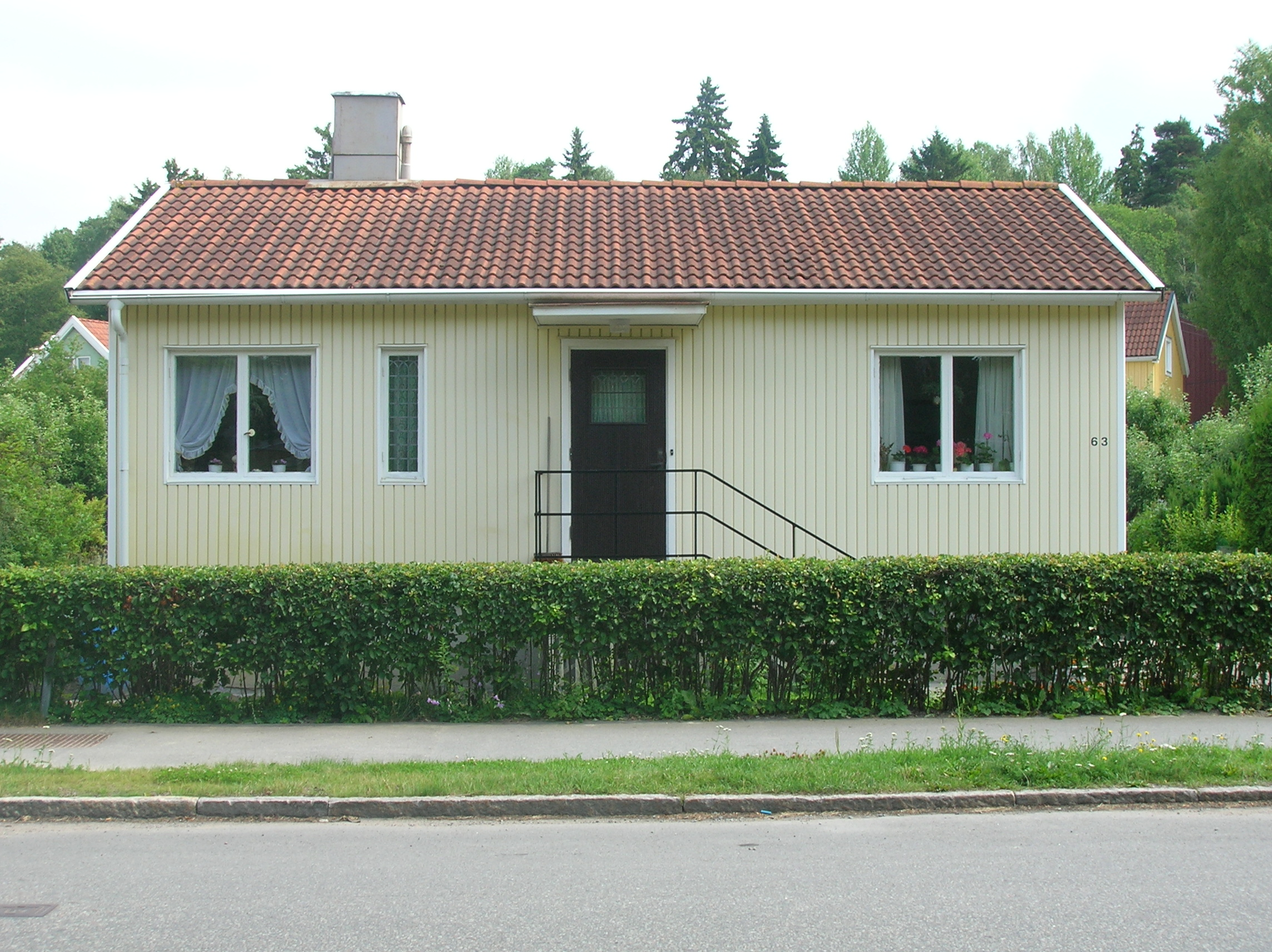
Type XVII, Handelsvägen 63, 1940.
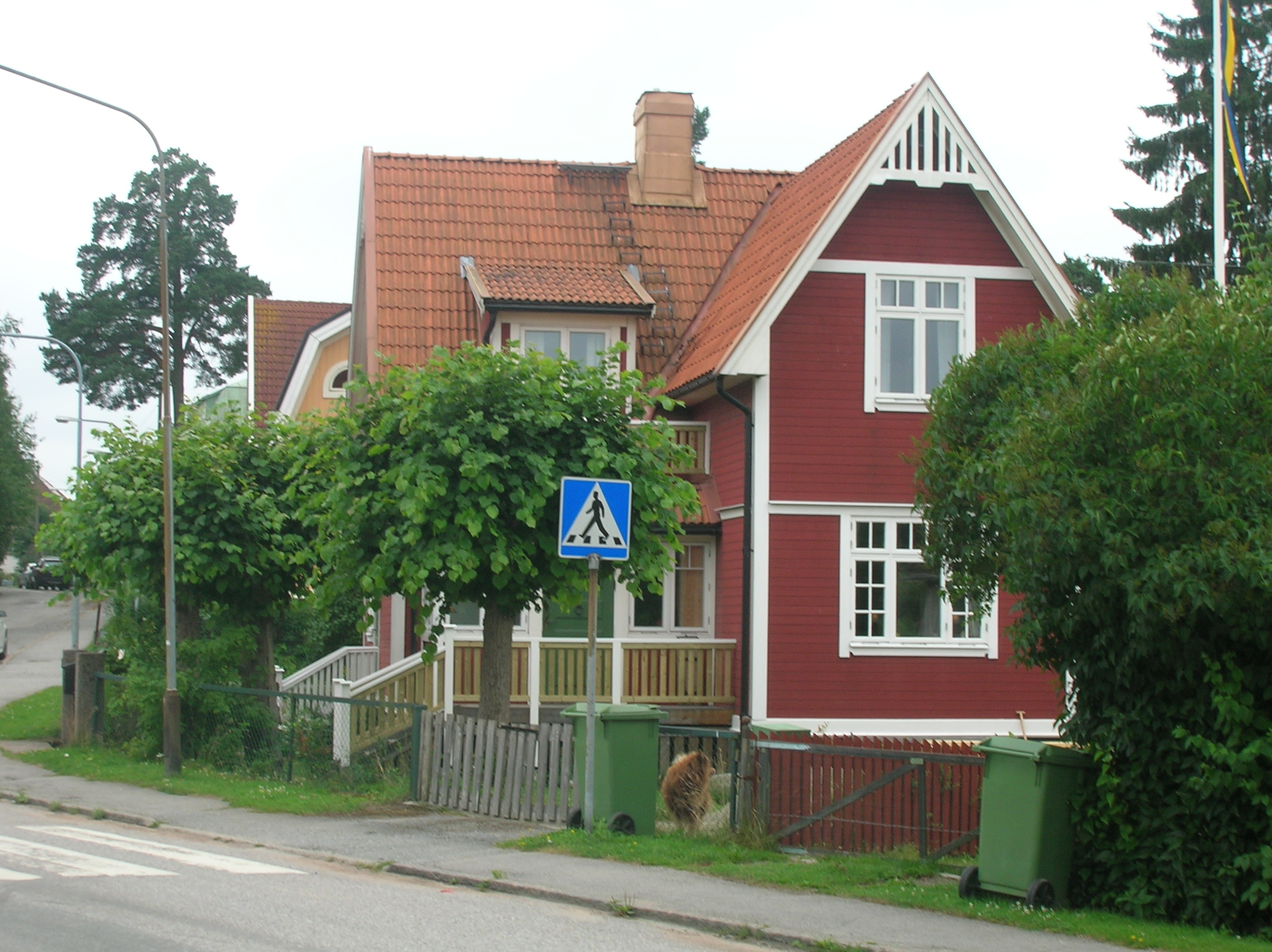
Type IV, Kolonivägen 6.